# Olha Bohomolets
Olha Bohomolets, född 22 mars 1966 i Kiev, Ukrainska SSR, Sovjetunionen, är en ukrainsk politiker och kandidat i presidentvalet 2014 där hon fick 1,91% av rösterna.
Olga Bogomolets var frivillig läkare under Euromajdan-demonstrationerna. Hon har flera gångar kommenterad omständigheterna runt dödsskjutningarna på Självständighetstorget i Kiev 20 och 21 februari 2014, då prickskyttar mördade demonstranter och poliser och hon krävde en full brottsutredning av dessa dödsfall. Hon uppmuntrade internationella experter och ukrainska utredare att analysera händelsen utifrån ammunition och ballistik, for att få fram vilken typ av vapen som används och hur många prickskyttar som deltog. Detta har dock inte skedd bland annat på grund av det pågående inbördeskriget och det råder idag stor oenighet och oklarhet om vad som hände och vem som sköt vem.
Olga Bogomolets har fyra barn, en son och tre döttrar.